# Huang Xiaoxiao
Huang Xiaoxiao (chinesisch 黄潇潇, Pinyin Huáng Xiāoxiāo; * 3. März 1983) ist eine chinesische Leichtathletin, die im 400-Meter-Hürdenlauf zweimal die Asienmeisterschaften gewann.
Nachdem sie bei der Universiade 2003 in Daegu im 400-Meter-Lauf Platz 7 belegt hatte, gewann sie Silber auf der Hürdenstrecke. In 56,10 Sekunden musste sie sich nur der deutschen Maren Schott geschlagen geben. Einen Monat später gewann sie bei den Asienmeisterschaften in Manila auf der Hürdenstrecke Gold in 55,66 Sekunden. Bei den Olympischen Spielen 2004 in Athen schied sie im Halbfinale aus.
Im folgenden Jahr erreichte sie erstmals das Finale bei weltweiten Meisterschaften, als sie bei den Weltmeisterschaften 2005 in Helsinki in 54,57 Sekunden Fünfte wurde. Einen Monat später siegte sie in 55,63 Sekunden bei den Asienmeisterschaften in Incheon und verteidigte damit ihren Titel erfolgreich. Auch bei den Asienspielen 2006 in Doha war sie erfolgreich, sie gewann in 55,41 Sekunden. Bei den Weltmeisterschaften 2007 in Osaka verbesserte sie im Halbfinale ihre persönliche Bestzeit auf 54,00 Sekunden. Im Finale lief sie 54,15 Sekunden und wurde wie zwei Jahre zuvor Fünfte.
Bei einer Körpergröße von 1,81 m beträgt ihr Wettkampfgewicht 62 kg.